# Nemesis of the Roman Empire
Nemesis of the Roman Empire là trò chơi máy tính thuộc thể loại chiến thuật thời gian thực lấy bối cảnh thời kỳ La Mã cổ đại do hãng Enlight Software phát triển và Haemimont Games phát hành vào năm 2004.

## Cốt truyện
Năm 264 TCN, đế chế La Mã mở rộng sự thống trị của mình ra toàn bán đảo Ý và bắt đầu dòm ngó đến những hòn đảo ngoài khơi Địa Trung Hải. Đích nhắm đầu tiên chính là Sicilia; một trong 3 đảo quốc trù phú, rộng lớn nằm giữa La Mã và Carthage, vốn thuộc quyền cai trị của người Carthage. Với ưu thế quân sự, La Mã nhanh chóng chiếm được miền đông Sicilia và đẩy lùi ảnh hưởng của Carthage về phía tây hòn đảo. Mặt khác, lợi dụng cuộc nổi dậy của Messana chống lại Carthage, La Mã nhảy vào can thiệp và làm bùng nổ cuộc chiến tranh đầu tiên mở màn cho những cuộc chiến sau này. Cuộc chiến kết thúc vào năm 241 TCN với chiến thắng nghiêng về La Mã được đánh dấu bằng một hiệp ước giữa La Mã và Carthage buộc Carthage phải nhường đảo quốc Sicilia. Không dừng lại ở đó, Corse và Sardegna, 2 đảo quốc trù phú còn lại, lần lượt cũng trở thành mục tiêu bị La Mã chinh phục. Sau khi thất bại và mất cả ba hòn đảo vốn là nguồn lợi vô tận, Carthage quyết định mở một hướng đi mới để gầy dựng lại đế chế của mình: xâm lược Tây Ban Nha. Kể từ bây giờ lịch sử nằm trong tay người chơi và chính họ sẽ quyết định dân tộc nào sẽ giành chiến thắng chứ không phải tuân theo những gì mà lịch sử đã ghi chép lại.

## Lối chơi

### Phe phái
Nemesis of the Roman Empire gồm bốn dân tộc Gaul, La Mã, Iberia và Carthage cho phép người chơi chọn lựa với kiến trúc và binh chủng đặc trưng riêng biệt. Nếu tính luôn màn huấn luyện thì game có 6 chiến dịch khác nhau gồm: Battle of Saguntum, Hannibal"s Campaigns, Numantia"s Siege, Osca Siege và The Punic War; trải dài từ năm 264TCN đến 146TCN, thuật lại hơn 100 năm xung đột giữa La Mã và Carthage. Các dân tộc trong NOTRE ảnh hưởng đến nội dung rất lớn vì họ đều là những đồng minh của Carthage hay La Mã trong lịch sử nên game dành cho mỗi dân tộc một chiến dịch.

### Kinh tế
Nemesis of the Roman Empire chỉ có hai loại tài nguyên: lương thực vàng. Có thể thấy, NPT đã cố gắng đơn giản tối đa cho người chơi, giúp họ hoàn toàn tập trung toàn bộ tâm trí vào việc xây dựng chiến lược và suy nghĩ chiến thuật cho trận đánh, hơn là bị xao nhãng vì những việc "hậu cần", như phải phân công cho người dân ai sẽ đi lấy lương thực, ai sẽ đi đào vàng, v.v... Ở đây, chỉ có hai loại tài nguyên quan trọng nhất thể hiện 2 yếu tố cơ bản phục vụ cho chiến tranh, đó là "Vàng" và "Lương thực". Vàng được dùng để mua lính và nâng cấp các công trình, còn lương thực được sử dụng để tăng dân số cũng như duy trì sự sống cho quân đội. Trong đó, lương thực là tài nguyên tối quan trọng, nếu không có lương thực, quân đội sẽ mất dần sức sống và dễ bị hạ gục trên chiến trường. Do đó nếu muốn chiến thắng, game yêu cầu người chơi phải cung cấp lương thực đầy đủ, chăm lo cho quân đội một cách thường xuyên bằng cách sản xuất ra những chú la vận chuyển lượng thực theo sau quân đội để làm công tác hậu cần. Game buộc người chơi phải đầu tư nghiên cứu chiến thuật thật kỹ lưỡng để vừa cung cấp đủ lương thực cho quân đội vừa chiến thắng kẻ thù với ít tổn thất nhất, chứ không phải lợi dụng quân số đông để chiếm lấy ưu thế như cách vẫn thường làm trong những game chiến thuật khác. Không như những game cùng thể loại, tuy đơn giản nhưng sự phức tạp của Nemesis of the Roman Empire chủ yếu tập trung vào việc tính toán và xây dựng hệ thống cung ứng nguồn vật lực giúp duy trì chiến tranh hơn là xây quân và đem nướng ngoài chiến trường.
Khác biệt lớn nhất của Nemesis of the Roman Empire chính là không cho phép người chơi xây dựng thêm nhà cửa mà chỉ cung cấp sẵn một căn cứ đủ để đào tạo ra các chiến binh và nâng cấp những trang thiết bị cần thiết cho công cuộc chinh phạt. Game cũng không cho phép sử dụng nông dân để khai thác tài nguyên hay dùng bất cứ hình thức nào khác để thực hiện điều này. Muốn tăng vàng, người chơi chỉ có cách đánh thuế lên người dân trong thành phố hay giao thương bằng la với những ngôi làng đã thu phục được. Đối với lương thực cũng vậy, nếu người chơi muốn tăng nhanh tài nguyên thì có thể trao đổi bằng vàng hay lương thực.

### Quân sự
Điểm thú vị khác của Nemesis of the Roman Empire là không giới hạn quân số, người chơi có thể mua thật nhiều lính tùy theo số vàng đang có nhưng phải lưu ý đến chỉ số lương thực, nếu không đủ lương thực, quân đội của người chơi sẽ chết dần chết mòn vì hết lương thực. Mỗi trận đánh có đến hàng ngàn đơn vị tham gia, trông đều mắt và hoành tráng nên khá cuốn hút người chơi. Số lượng binh chủng giống nhau cho mọi dân tộc nhưng khác biệt về kiểu dáng. Bản đồ của Nemesis of the Roman Empire hết sức rộng lớn nên sẽ tiêu tốn khá nhiều thời gian để hoàn tất một màn chơi cho dù người chơi đang chơi màn đơn hay đi theo chiến dịch. Tuy game có thiết kế đường tắt qua những hang động nhưng người chơi rất khó nhận ra. Game khá khó ngay cả khi người chơi đã chọn cấp độ dễ, chủ yếu vì căn cứ của đối phương được bảo vệ quá kỹ lưỡng: bên ngoài có tháp canh bắn tên tới tấp, còn bên trong thì quân đội của kẻ thù đông gấp bội,... Điều này gây nhiều vất vả cho những người mới bắt đầu chơi. Nếu người chơi không đi theo chiến dịch mà chơi từng màn riêng lẻ thì game lại có chiến thuật khác gây không ít khó khăn: máy không ồ ạt tấn công với nhiều quân lính cùng lúc mà chia đội hình thành từng nhóm nhỏ và tấn công người chơi dồn dập từ khắp mọi hướng của căn cứ. Khởi đầu người chơi có thể đào tạo thật nhiều lính nhưng đem quân chinh phạt được hay không lại là chuyện khác. Toàn bộ bản đồ đều bị che "sương mù" nên rất khó xác định chính xác căn cứ kẻ thù.
Trong khi đó, quân đội địch có thể tấn công bất ngờ. Đặc biệt trong lúc người chơi đem quân đi đánh thì lãnh thổ không còn được quân đội bảo vệ và trở thành miếng mồi ngon. Nếu người chơi có kịp thời phát hiện ra thì cũng khó mà quay trở về kịp thời vì kích thước của bản đồ rất rộng. Một vấn đề khác nên lưu ý nữa là Nemesis of the Roman Empire không có khái niệm phá hủy tức là người chơi không thể sử dụng quân đội để đánh sập một công trình nào đó, thay vào đó chỉ có thể gây thiệt hại cho nó tới mức tối đa để biến nó thành vô dụng hoặc sử dụng quân đội để thu phục làng mạc, pháo đài để phục vụ cho công tác trinh sát hay thu thập tài nguyên.
Mỗi loại quân trong Nemesis of the Roman Empire có chỉ số tấn công và ưu nhược điểm tùy theo từng dân tộc. Chẳng hạn La Mã có quân Preatorians (Vệ binh Hoàng gia) cực kỳ mạnh trong cận chiến nhờ có khiên lớn chống đỡ được những mũi tên nguy hiểm từ Archers; hay dân tộc Gauls lại có đơn vị nữ chiến binh (Women Soldiers) chuyên "trị" kỵ binh,... Đồng thời mỗi dân tộc có một đơn vị phù thủy riêng: Gaul có Gaul Druid, Iberians thì có Enchantress,... Nếu trên chiến trường mà người chơi được phù thủy hỗ trợ thì cơ hội chiến thắng cao hơn - giúp hồi máu cho quân nhà và nguyền rủa kẻ thù. Ngoài ra, mỗi đơn vị lính đều có một kỹ năng riêng (Death Blow của Woman Soldier hay Spread Damage của Archers...) và là vũ khí lợi hại nhất để giành chiến thắng nếu người chơi biết vận dụng linh hoạt. Bất cứ một đội quân nào cũng cần có chỉ huy nên Nemesis of the Roman Empire đưa vào hệ thống các anh hùng (Hero), thường cưỡi ngựa trắng và có chỉ số tấn công cao hơn hẳn. Muốn giao quân cho anh hùng, người chơi chọn đội quân rồi nhấp phải vào anh hùng.
Một điểm thú vị nữa của trò chơi là công việc điều khiển và sử dụng tướng (trong game này, đó là các "anh hùng" - "heroes"). Sau mỗi trận chiến, tướng sẽ thu được điểm kinh nghiệm (exp point) và chia đều cho các đơn vị mà hero đó chỉ huy. Điểm kinh nghiệm càng nhiều thì cấp độ của quân lính càng cao. Bởi vì trong giao tranh, khi mà hai đơn vị lính đấu với nhau lại giống nhau hoàn toàn thì thắng thua khi đó phụ thuộc vào đơn vị lính nào cao kinh nghiệm hơn. Suy rộng ra sự gia tăng kinh nghiệm cho binh lính dưới quyền của tướng lĩnh trở thành yếu tố quyết định sự thắng thua của cả trận đánh. Nếu nắm được điểm lợi thế đó, bạn sẽ thấy việc cho tướng lĩnh tham gia giao tranh, sau đó cố gắng bảo toàn tính mạng cho vị tướng này bình an trở về, trở thành một nhiệm vụ quan trọng. Và do đó, việc luyện tướng cũng trở thành một yếu tố thú vị của trò chơi. Game cũng có một hệ thống đồ chơi (item) rất hữu ích như Finger of Death, Horn of Victory,... được đặt rải rác khắp bản đồ, tất cả chiến binh đều có thể nhặt lấy và sử dụng. Mỗi đơn vị có thể mang tối đa bốn món trừ một số món chỉ có hero mới có thể lấy được từ những phế tích (ruins).

## Hình âm
Nemesis of the Roman Empire có những công trình to lớn được vẽ chi tiết đến mức người chơi có thể cảm nhận được những lớp bụi bám trên cửa sổ từng ngôi nhà hay vết bóng đổ dưới chân rất khớp với các chiến binh và dân làng khi chuyển động. Phần lớn khâu thiết kế đồ họa đều được xây dựng dựa trên nền tảng công nghệ 2D. Chuyển động của các nhân vật cũng được thiết kế khá nhuyễn. Tuy nhiên đôi lúc chuyển động vẫn còn hơi vô lý, được xem là khuyết điểm chung của hầu hết các game dàn trận 2D. Các thế đánh của quân đội vẫn còn khá đơn điệu.
Góp phần vào mặt đồ họa là âm thanh sống động. Nhạc nền của Nemesis of the Roman Empire nghe rất sôi nổi và hào hứng ngay từ khi mới vào màn hình của game. Mở đầu nghe khá êm dịu nhưng càng về sau sẽ càng dồn dập, tiết tấu nhanh và pha lẫn chút phong cách Rock hiện đại. Khâu lồng tiếng nhìn chung khá kém vì gần như toàn bộ những cuộc đối thoại của các nhân vật trong game đều được thể hiện qua những khung chữ vô hồn vô cảm. Thỉnh thoảng các nhân vật cũng bật lên được vài câu nhưng cũng không giúp ích gì hơn ngoài những câu nói nhát gừng và rất nhàm chán. Bù lại, phần tiếng động được thực hiện khá tốt, chủ yếu là tiếng vũ khí, giáp, va chạm, tiếng vó ngựa cùng với tiếng hò hét của chiến binh.